# Sean Kerly
Sean Robin Kerly (Whitstable, 29 januari 1960) is een hockeyer uit het Verenigd Koninkrijk. Kerly speelde 58 interlands voor het Engelse elftal en ook nog 74 interlands voor Britse hockeyelftal waarin hij 62 maal doel trof. 
Kerly nam driemaal deel aan de Olympische Zomerspelen. Tijdens de spelen van 1984 trof Kerly zevenmaal doel en won uiteindelijk de bronzen medaille. In 1986 verloor Kerly de finale van het Wereldkampioenschap van Australië. Twee jaar later tijdens de Olympische Spelen van Seoel trof Kerly achtmaal doel en won uiteindelijk de gouden medaille.
Tijdens Kerly zijn derde olympische optreden in Barcelona eindigde hij met de Britse ploeg als zesde.
Tijdens de nieuwjaarslintjesregen in 1993 werd Kerly benoemd tot lid van de Orde van het Britse Rijk.

## Erelijst
- 1984 -  Olympische Spelen in Los Angeles
- 1984 -  Champions Trophy mannen in Karachi
- 1986 -  Wereldkampioenschap in Londen
- 1986 - 4e Champions Trophy in Karachi
- 1987 - 4e Champions Trophy in Amstelveen
- 1988 -  Olympische Spelen in Seoel
- 1989 - 5e Champions Trophy in West-Berlijn
- 1990 - 5e Wereldkampioenschap in Lahore
- 1991 - 5e Champions Trophy in Berlijn
- 1992 - 5e Champions Trophy in Karachi
- 1992 - 6e Olympische Spelen in Barcelona